# 自由之橋
自由之橋（：／）位於南韓京畿道坡州市，臨南北韓交界的三八線，是唯一橫跨臨津江連接南北韓的溝通橋樑，1953年兩韓就在此地交換戰俘，戰俘走過後大喊「自由萬歲」，自由之橋就因此而得名。臨津閣位於自由之橋的附近。